# Татьяна (фильм)
«Татьяна» — германский немой чёрно-белый фильм 1923 года режиссёра Роберта Динесена.

## Сюжет
Русская революционная драма.

Это русская история, связанная с сыновьями труда и аристократии. У Ивана есть хорошая маленькая манера принимать деньги от князя, что помогает ему в его революционной деятельности. Он влюблен в Татьяну, муж которой, князь Борис, подружился с ним. 
Оригинальный текст (англ.)It Is a Russian story concerned with the sons of the toil and the aristocracy. Ivan has a nice little way of accepting money from a Prince to help htm In his revolutionary activities. He is enamored of Tatjana, whose husband, Prince Boris, has befriended him. 
— The New York Times Film Reviews

## В ролях
- Ольга Чехова — Татьяна
- Роберт Динесен — князь Борис Орлов, её муж
- Пауль Хартманн — Федя-Иван Горыкин
- Леопольд фон Ледебур — граф Шувалов
- Мария Петерсон — Улитка, мать Феди, бывшая няня Татьяны

## Критика
Фридрих фон Зглиницкий (Friedrich von Zglinicki) назвал этот фильм режиссёра его лучшей картиной, при этом отметив и как замечательную работу оператора.
В то же время в США, где фильм был показан через несколько лет, картина была раскритикована как снятая на любительском уровне, где режиссёр он же и актёр:

Особенно любительская картина... и хотя она полна нелепостей, которые могут вызвать улыбки, единственный действительно забавный случай-это когда Татьяна, очень глупая и доверчивая героиня, стреляет в якобы презренного Ивана. Этот фильм, возможно, был бы лучше, если бы Татьяна использовала свой пистолет раньше в истории, потому что тогда не пришлось бы терпеть утомительные растяжки, внесенные олицетворителем Ивана, Робертом Диненсеном, который также руководил этим жалким произведением. ... Режиссер упивается старомодными позами и бредет в совершенно безнадежной манере.
Оригинальный текст (англ.)A peculiarly amateurish picture called "Tatjana" ... and although it Is filled  with absurdities that might create smiles, the only really amusing incident is where Tatjana, a very foolish and gullible heroine, shoots the supposedly despicable Ivan. This film might have been better off if Tatjana  had used her pistol earlier in the story, for then one would not have had to bear with the tedious stretches contributed by Ivan's impersonator, Robert Dinensen, who also directed this wretched piece of work. ... The director revels in old-fashioned poses and rambles along in an utterly hopeless fashion.
— The New York Times Film Reviews